# Armar
|  | Per a altres significats, vegeu «Armar (desambiguació)». |

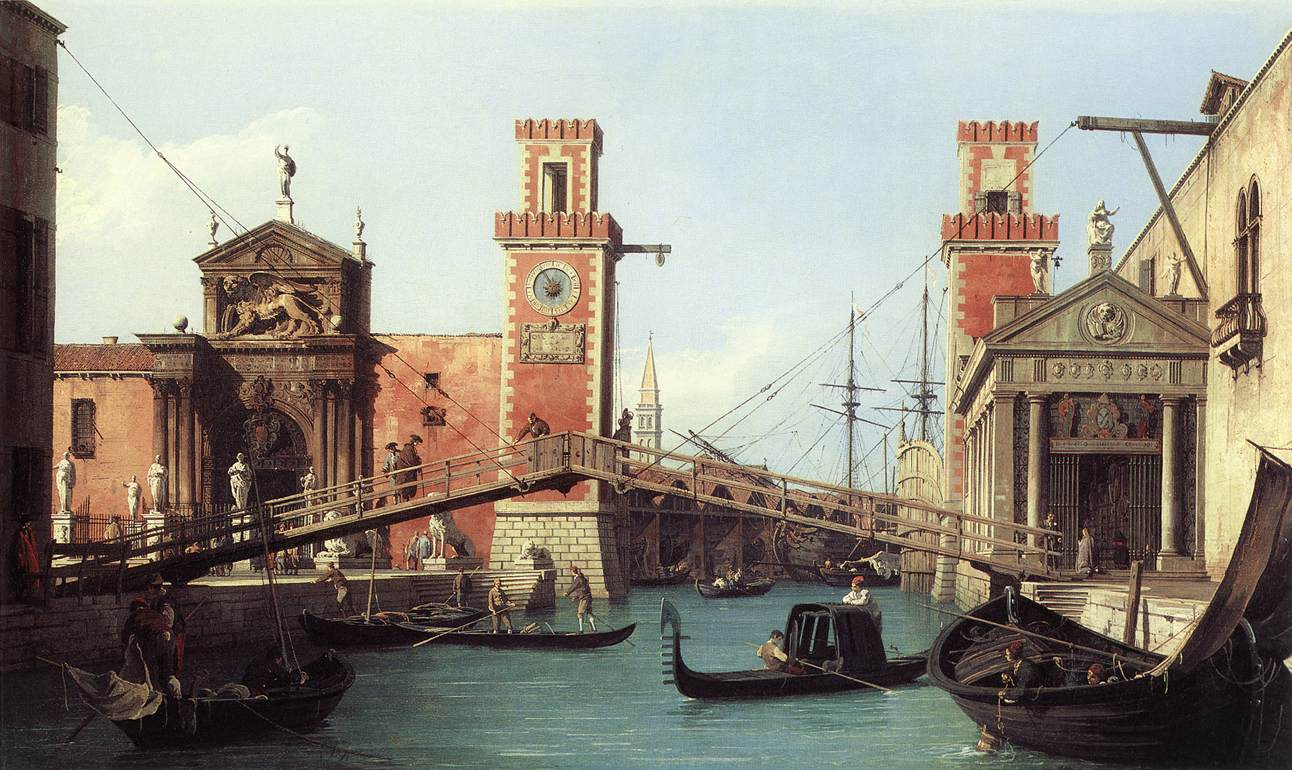
Vista de l'entrada de l'Arsenal de Venècia, de Canaletto, 1732

En l'era de la navegació a vela, armar o avituallar un vaixell de guerra, una barca o qualsevol tipus d'embarcació significava proveir-les d'armes, i de tots els productes i objectes necessaris perquè poguessin posar-se en marxa. És a dir, a part de l'eixàrcia (pals, veles i cordam) el fet d'armar un vaixell incloïa subministrar aigua, queviures, llenya i, armes (canons, armes ofensives i armes defensives), si calia.
Armar embarcacions petites sense pressa podia fer-se sense grans instal·lacions. Contràriament, la preparació d'una armada de guerra o un estol mercant amb urgència necessita de forma gairebé imprescindible d'un arsenal o unes  drassanes.
Amb el pas dels segles, les diverses maneres d'armar un vaixell (de guerra, corsari, mercant, de pesca o de lleure) donaren pas a la figura de l'armador.

## Arsenals i drassanes
Hi ha molts llocs importants i famosos on es construïen i armaven vaixells, especialment els destinats a mantenir estols militars. Només cal recordar l'arsenal del Pireu, el de Cartago, les drassanes de Tortosa, l'arsenal de Venècia, les drassanes de Barcelona, les de València, les de Mallorca...i moltes altres.
En tots els casos hi havia edificis, tancats amb pany i clau i amb guàrdia armada, per a guardar el material necessari: gúmenes, politges, àncores, arbres (pals), antenes, veles, barques auxiliars, timons, rems, bombardes, cuirasses, pavesos, ballestes, passadors, ... En el cas de les drassanes de Barcelona hi ha molts documents (inventaris en particular) que recullen la varietat d'articles necessaris per a armar un vaixell.

## Documents
- 1283. Ramon Muntaner parla molts cops de l'armament de galeres i altres vaixells.[5]

| «                                           | E com vench l'endemà, lo senyor rey se feu venir l'almirall, e dix-li: Almirall, tantost armats XXV galees e armats-les axí que cascuna haja un còmit cathalà e altre llatí,...” | » |
| — Crònica de Ramon Muntaner. Capítol LXXVI. | |   |

- 1378. Privilegi de Pere el Cerimoniós a la ciutat de Barcelona per a armar una galera (“la galea de l'almoyna”) amb donacions voluntàries per a defensa de les aigües de Barcelona contra pirates i corsaris.[6]
- 1406. Galera armada per Mateu Cardona.[7]
- 1462. Roger, comte de Pallars, demana una galera per a armar-la.[8]